# Koizumi Kyoko
Koizumi Kyoko (小泉 今日子 Koizumi Kyōko) (sinh 4 tháng 2 năm 1966 tại Atsugi, Kanagawa) là một nữ ca sĩ và diễn viên Nhật Bản

## Cuộc sống cá nhân
Bà kết hôn với nam diễn viên Nagase Masatoshi vào năm 1995, và li hôn vào năm 2004.

## Discography

### Studio albums
- My Fantasy (1982)
- Utairo no Toki (1982)
- Breezing (1983)
- Whisper (1983)
- Betty (1984)
- Today's Girl (1985)
- Flapper (1985)
- Kyoko no Kiyoku Tanoshiku Utsukushiku (1986)
- Liar (1986)
- Hippies (1987)
- Phantasien (1987)
- Beat Pop (1988)
- Nostalgic Melody (1988)
- Koizumi in the House (1989)
- No. 17 (1990)
- Afropia (1991)
- Travel Rock (1993)
- Otoko no Ko Onna no Ko (1996)
- Kyo (1998)
- Atsugi I.C. (2003)
- Nice Middle (2008)
- Collaborakyon (2011)

### Remix albums
- Master Mix Party (1993) as Koizumix Production
- 89–99 Collection: Koizumix Production (1999)

### EPs
- Fade Out: Super Remix Tracks (1989)
- Super Remix Tracks II (1990)
- Bambinater (1992) as Koizumix Production
- Inner Beauty (2000)
- Kyō 2 (2001)

### Soundtrack albums
- Boku no Onna ni Te wo Dasuna (1987)
- Kaitou Ruby (1988)

### Compilations
- Super Best: Thank You Kyoko (1983)
- Celebration (1984)
- Melodies: Kyoko Koizumi Song Book (1985)
- Do You Love Me (1985)
- The Best (1986)
- Ballad Classics (1987)
- CD File vol. 1 (Singles A & B) (1987)
- CD File vol. 2 (Singles A & B) (1987)
- CD File vol. 3 (Singles A & B) (1987)
- Best of Kyong King (1988)
- Ballad Classics II (1989)
- CD File vol. 4 (Singles A & B) (1989)
- K2 Best Seller (1992)
- Anytime (1994)
- Kyon 3, Koizumi the Great 51 (2002)
- K25 Kyoko Koizumi All Time Best (2007)

## Sự nghiệp điện ảnh

### Phim
- Bayside Shakedown: The Movie (1998)
- Kyohansha (1999)
- Kaza Hana (2000)
- Onmyoji (2001)
- Blue Spring (2001)
- Rockers (2003)
- What the Snow Brings (2005)
- Hanging Garden (2005)
- Survive Style 5+ (2005)
- Nada So So (2006)
- Love My Life (2006)
- Yajikita Dochu Teresuko (2007)
- Sakuran (2007)
- Tokyo Tower: Mom and Me, and Sometimes Dad (2007)
- Adrift in Tokyo (2007)
- Gu-Gu Datte Neko de Aru (2008)
- Tokyo Sonata (2008)
- Mother Water (2010)
- Mainichi Kaasan (2011)

### Truyền hình
- Toge no Gunzo (1982)
- Ato wa Neru Dake (1983)
- Anmitsu Hime (1983)
- Shojo ni Nani ga Okotta ka (1985)
- Hanayome Ningo wa Nemuranai (1986)
- Aishiatteru Kai (1989)
- Ashita wa Atashi no Kaze ga Fuku (1989)
- Papa to Natchan (1991)
- Anata Dake Mienai (1992)
- Chance (1993)
- Aisuru to Iu Koto (1993)
- Boku ga Kanojo ni Shakkin wo Shita Riyu (1994)
- Mada Koi wa Hajimaranai (1995)
- Melody (1997)
- Kamisan Nanka Kowakunai (1998)
- Owari no Nai Dowa (1998)
- Renai Kekkon no Rule (1999)
- Koi wo Nannen Yasundemasu ka (2001)
- Shiritsu Tantei Hama Mike (2002)
- Kawa, Itsuka Umi e (2003)
- Manhattan Love Story (2003)
- Suika (2003)
- Yasashii Jikan (2005)
- Sailor Suit and Machine Gun (2006)
- Hatachi no Koibito (2007)
- Saigo Kara Nibanme no Koi (2012)
- Penance (2012)
- Amachan (2013)